# Otterøya

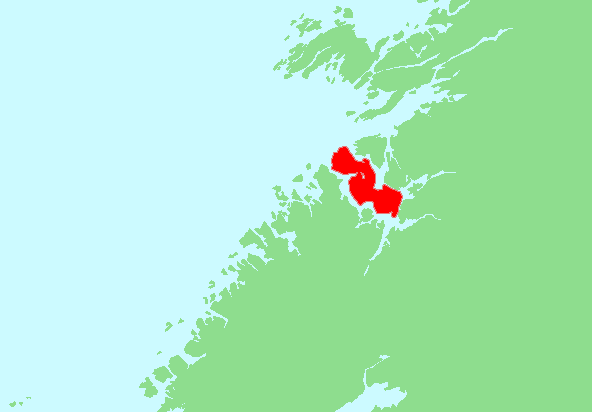
Ön Otterøyas läge.

Otterøya är en ö i Namsos kommun i Trøndelag fylke i Norge. Den har en yta på 143,04 kvadratkilometer vilket gör att den är den tredje största ön i Trøndelag och den 31:a största ön i Norge.
Ön var innan 1964 delad mellan de tre kommunerna Fosnes, Otterøy och Vemundvik. Sedan den 1 januari 2020 ingår hela ön i Namsos kommun.